# Hylocereus minutiflorus
A Hylocereus minutiflorus egy rokonaitól kis virágaival különböző epifita kaktusz, melyet gyakran termesztenek dísznövényként. Termése élvezhetetlen.

## Elterjedése és élőhelye
Honduras: Lago Izaba területe; Mexikó: Chiapas állam. Egyenletesen meleg mikroklímájú, nedves élőhelyeken fordul elő 5–830 m tszf. magasságban.

## Jellemzői
Vékony kúszó hajtású növény, a hajtások háromszögletesek, 15–35 mm átmérőjűek, areolái 20–40 mm távolra fejlődnek egymástól, tövisei1-3 csoportokban fejlődnek, kicsik, barnás színűek, rajtuk kívül 3 (-6) hosszabb szőrszerű tövist is fejlesztenek. Virágai 30–35 mm hosszúak, illatosak, a tölcsér 6–10 mm hosszú, elálló nagyméretű pikkelyekkel fedett, az areolák serteszerű töviseket hordozhatnak, hosszuk 4 mm. A külső szirmok egyenesek, rózsaszínes-ciklámenlila színűek, a belső szirmok 35 mm hosszúak, kicsik, krémfehérek, a portokok krémsárgák, a bibe fehér, a bibepárna krémsárga. Termése gömbölyded, 45 mm átmérőjű, csúcsán rajta marad az elszáradt virág, szőrök és tövisek fejlődnek az areolákon, ciklámenszínű pikkelyei 10 mm hosszúak. Magjai körte formájúak, 2-2,25 mm hosszúak, barnák.

## Rokonsági viszonyai
A Hylocereus subgenus tagja.